# サン・パオロ・アルバネーゼ
サン・パオロ・アルバネーゼ（イタリア語: San Paolo Albanese）は、イタリア共和国バジリカータ州ポテンツァ県にある、人口約300人の基礎自治体（コムーネ）。

## 地理

### 位置・広がり

#### 隣接コムーネ
隣接するコムーネは以下の通り。括弧内のCSはコゼンツァ県所属を示す。
- アレッサンドリア・デル・カッレット (CS)
- チェルソージモ
- ノエーポリ
- サン・コスタンティーノ・アルバネーゼ
- テッラノーヴァ・ディ・ポッリーノ